# Psałterz krakowski

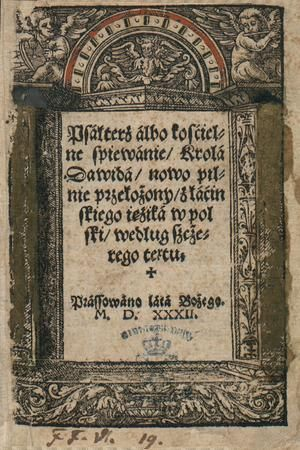
Psałterz krakowski, wydanie z 1532 roku

Psałterz krakowski (Psałterz Wietora) – anonimowy psałterz w języku polskim pochodzący z rękopisu powstałego prawdopodobnie w latach 1470–1480. Psałterz ten został wydany w Krakowie w 1532 roku przez Hieronima Wietora oraz ponownie w roku 1535.

## Opis
Psałterz ten został wydany jako „Psałterz albo koscielne spiewanie/ Króla Dawida/ nowy pilnie przełożony/ z łacinskiego ięzika w polski/ wedlug szczerego textu”. Psałterz krakowski był pierwszym psałterzem wydanym drukiem. Jest to trzeci zachowany psałterz w języku polskim po Psałterzu floriańskim i Psałterzu puławskim. Zawiera pełny przekład 150 psalmów, 8 kantyków Starego Testamentu, Te Deum oraz atanazjańskie wyznanie wiary.
Oryginalny manuskrypt Psałterza krakowskiego nie dochował się do naszych czasów. Pierwsze jego wydanie z 1532 roku zachowało się tylko w dwóch egzemplarzach: jeden przechowywany w Bibliotece Jagiellońskiej (BJ cim. 907), drugi należący do prof. Konrada Górskiego i przekazany Towarzystwu Naukowemu w Toruniu. Drugie wydanie z roku 1535 podobnie zachowało się w dwóch egzemplarzach: jeden przechowywany w Bibliotece Polskiej Akademii Umiejętności w Krakowie (PAU cim. 621) oraz drugi w Bibliotece Zakładu Narodowego im. Ossolińskich we Wrocławiu (sygn. XVI O 1021).
Tekst Psałterza krakowskiego wykazuje znaczną zbieżność z tekstami psalmów zawartych w Modlitwach Wacława, jednak zbieżność ta nie dotyczy wszystkich psalmów obecnych w Modlitwach Wacława. Dostosowując rękopis do wersji drukowanej Hieronim Wietor dokonał jego niewielkiej modernizacji językowej. Te poprawki były jednak niekonsekwentne i drobne gdyż po wydrukowaniu tekst psałterza był określany jako archaiczny. Spowodowało to pojawienie się w niedługim czasie kolejnych tłumaczeń Księgi Psalmów na język polski.
Na karcie 140 verso psałterza znajduje się całostronicowy drzeworyt przedstawiający króla Dawida grającego na harfie, w tle znajduje się renesansowy pałac. W druku wystąpiły liczne błędy w foliacji.